# Cayubaba
El Cayubaba és una llengua extinta genèticament no classificada de l'Amazònia de Bolívia. Els descendents del grup ètnic del mateix nom habiten a la regió de Beni, a l'oest del riu Mamoré, a nord de Santa Ana del Yacuma amb una població de 794 habitants.
Des de la promulgació del decret suprem núm. 25894 l'11 de setembre de 2000 el cayubaba és una de les llengües indígenes oficials de Bolívia. Va ser inclòs en la Constitució Política promulgada el 7 de febrer de 2009.
Com assenyalen Crevels i Muysken (2012), el territori cayubaba forma part de la regió històricament coneguda com Mojos (o Moxos), que cobreix aproximadament 200.000 quilòmetres quadrats del que avui és el departament de Beni. Els cayubabas es dediquen sobretot a l'agricultura tradicional, conreant arròs, yuca, blat de moro, plàtan, canya de sucre, fesol, zapallo, camote, etc. També crien bestiar, encara que en petita escala. La comunitat cayubaba s'organitza a la Subcentral Indígena Cayubaba, que està afiliada a la Central Indígena dels Pobles de Beni (CPIB), i és, per tant, membre de la Confederació de Pobles Indígenes de l'Orient Bolivià (CIDOB).
Com indiquen Crevels i Musken (2012), malgrat totes les propostes temptatives per classificar el cayubaba genèticament (vegeu p. ex. Greenberg, 1987; Kaufman, 1990, 1994; Suárez, 1974), la llengua continua sent considerada fins ara com una llengua aïllada.